# Joe Smith (calciatore 1953)
Joe Smith (Glasgow, 11 novembre 1953) è un ex calciatore scozzese, di ruolo centrocampista.

## Biografia
Nativo di Glasgow, era fratello minore di Jimmy, anch'egli calciatore.

## Carriera

### Club
Si forma nel St. Gregory's, nel 1972 passa all'Aberdeen, con cui esordisce nella massima divisione scozzese nella stagione 1972-1973, ottenendo il quarto posto finale, identico piazzamento ottenuto l'anno seguente. Nella stagione 1976-1977 ottiene con il suo club il terzo posto finale oltre che vincere la Scottish League Cup, sconfiggendo in finale il Celtic. Nella stagione 1977-1978 Smith ottiene il suo miglior piazzamento con l'Aberdeen, ovvero il secondo posto alle spalle dei campioni del Rangers. La stagione seguente passa a campionato in corso all'Arbroath e poi la Motherwell.
Nella stagione 1978-1979 retrocede con il Motherwell in cadetteria, rimanendovi sino al 1981.
Nella stagione 1981-1982 passa al Peterhead e l'anno dopo al Dunfermline, con cui retrocede in terza serie al termine della Scottish First Division 1982-1983. Termina la carriera nel 1984 a seguito di un infortunio.

### Nazionale
Ha giocato un incontro nella Nazionale Under-23 di calcio della Scozia.

## Palmarès

### Club
- Scottish League Cup: 1

Aberdeen: 1977